# Jindřich Chrtek
Jindřich Chrtek (* 12. Oktober 1930 in Dobrovice, Erste Tschechoslowakische Republik; † 18. Februar 2008 in Nymburk, Tschechische Republik) war ein tschechischer Botaniker. Sein botanisches Autorenkürzel lautet „Chrtek“.

## Leben
Chrtek studierte nach dem Abschluss des Realgymnasiums in Prag an der Karls-Universität, wo er 1954 mit der Diplomarbeit Proměnlivost druhu Polygonum aviculate L. v ČSR (Die Variabilität von Polygonum aviculate L. in der Tschechoslowakei), seinen Abschluss machte. Er begann zunächst als Assistent an der Pädagogischen Hochschule in Budweis, wurde aber 1955 Doktorand am Lehrstuhl für Botanik der Biologischen Fakultät (später Naturwissenschaftliche Fakultät) der Karls-Universität bei Josef Dostál. Sein Studienschwerpunkt war die Morphologie, wobei der sich im Rahmen seiner Doktorarbeit über die Nervatur der Kronblätter bei zweikeimblättrigen Pflanzen befasste. Nach der Verteidigung seiner Dissertation wurde er Assistenzprofessor an der Universität. Er leitete praktische Übungen zur Morphologie und Übungen zum System der Gefäßpflanzen, botanische Exkursionen und nahm an der Vorlesung über die Blumen der Tschechoslowakei teil. Er widmete sich vergleichenden taxonomischen Studien, darunter über die Endodermis von Graswurzeln. Seine Arbeit betraf die Gattungen Trisetum, Poa, Corynephorus, Hierochlöe, Koeleria, Luzula, Antennaria, Polygonum, Cuscuta, Draba, Tithymalus, Veronica, Bufonia und Euphorbia. Zudem befasste er sich mit der Fragestellung, welche Arten homogen und welche heterogen sind. 1983 beschrieb er gemeinsam mit seiner Frau die Hybride Reynoutria × bohemica (heute Fallopia × bohemica), ein Neophyt aus Asien, der sich in Mitteleuropa rasch ausbreitet.
Chrtek studierte Floren and wirkte bei floristisch-phytogeographischen Forschungen mit, darunter in Polabí (Böhmisches Elbland), aber auch im Reichensteiner Gebirge und in der Slowakei. Darüber hinaus beteiligte er sich an der redaktionellen Mitarbeit bei den Zeitschriften Zpravy Československé botanické společnosti und Preslia. 
Hinsichtlich seiner regionalen Forschungen zur Pflanzenvielfalt konzentrierte sich Chrtek zunächst auf die Flora der Slowakei, wandte sich aber bald auch dem Nahen Osten (Ägypten, Sudan, Irak, Iran, Türkei und Zypern) und der Balkanhalbinsel zu. Chrtek besuchte viermal Ägypten, identifizierte aber auch Exemplare aus den Sammlungen anderer Botaniker (insbesondere das von Emil Hadač gesammelten Material aus dem Irak). Er war an der Vorbereitung mehrerer Kapitel für die Werke Flóra Slovenska und Květena České republiky beteiligt, wo er Mitautor des Einführungskapitels über taxonomische Kategorien sowie Autor einer Reihe von Beiträgen war, die sich mit Gattungen und Arten beschäftigen.
Bei verschiedenen taxonomischen Fragestellungen arbeitete er häufig mit anderen Botanikern zusammen und publizierte u. a. mit Zdeňka Slavíková, Jana Osbornová, Emil Hadač, Bohumil Slavík, Zdeněk Pouzar, Václav Jirásek, Josef Holub, Radovan Hendrych, Vladimír Skalický, Bohdan Křísa, Jiří Soják, Michaela Šourková, Vivi Laurent-Täckholm und anderen. 
In den Jahren 1959 bis 1976 lehrte Chrtek Pflanzenmorphologie und Taxonomie am Botanischen Institut der Karls-Universität in Prag. Hier betreute er eine Reihe von Studenten bei der Vorbereitung ihrer Dissertationen in Botanik. Ab 1976 arbeitete er als Wissenschaftler in der botanischen Abteilung des Nationalmuseums Prag, deren Leiter er 1990 wurde. Dort war er insbesondere aktiv bei der Katalogisierung und Identifizierung von Exemplaren aus historischen Sammlungen, darunter von Franz Adam von Waldstein-Wartenberg, Philipp Maximilian Opiz und Friedrich Wilhelm Wallroth. 2003 ging er in den Ruhestand, arbeitete aber anschließend noch aktiv als Botaniker.
Chrtek war mit Anna Chrtková-Žertová verheiratet, einer prominenten Spezialistin für Pflanzentaxonomie. Sein Sohn Jindřich Chrtek jun. ist ebenfalls Botaniker. Er beschäftigt sich mit der Taxonomie, insbesondere mit der Gattung Hieracium.